# قائمة حلقات وقت المغامرة
وقت المغامرة هو مسلسل رسوم متحركة أمريكي من تأليف بيندليتون وارد لصالح كرتون نتورك. السلسلة الأولى، وقت المغامرة (2010-2018)، تتبع مغامرات فين (بصوت جيريمي شادا)، وهو صبي بشري وأفضل صديق له وشقيقه بالتبني جايك (جون ديماجيو)، وهو كلب يتمتع بقوى سحرية لتغيير الشكل والحجم عندما يريد. يعيش فين وجايك في أرض أوو ما بعد نهاية العالم. طوال المسلسل، يتفاعلون مع الشخصيات الرئيسية الأخرى في العرض: أميرة العلكة (هايندين والش)، أميرة مملكة الحلوى وقطعة العلكة الواعية؛ ملك الجليد (توم كيني)، ساحر الجليد المختل ولكن الذي أسيء فهمه إلى حد كبير؛ مارسلين ملكة مصاصي الدماء (أوليفيا أولسون)، مصاصة دماء عمرها ألف عام ومتحمسة لموسيقى الروك؛ أميرة الفضاء الوعر (بيندليتون وارد)، أميرة ميلودرامية وغير ناضجة مصنوعة من "غبار النجوم المشعع" ؛ بيمو (BMO) (نيكي يانغ)، روبوت واعي على شكل وحدة تحكم في ألعاب الفيديو يعيش مع فين وجايك؛ وأميرة اللهب (جيسكا ديكيتشو)، عنصر اللهب وحاكمة مملكة النار. تم بث الحلقة التجريبية لأول مرة في عام 2007 على شبكة نيكتونز، حيث أعيد بثه لاحقًا على سلسلة الحاضنة عشوائي! الكرتونات. تم تحميل الحلقة التجريبية في النهاية على الإنترنت وحققت نجاحًا كبيرًا على موقع يوتيوب. بعد رفض نيكلوديون تحويل الحلقة القصيرة إلى عرض كامل، اشترت كرتون نتورك الحقوق، وتم إطلاق وقت المغامرة كمسلسل في 5 أبريل 2010. اختتم المسلسل عرضه الذي استمر ثماني سنوات وعشرة مواسم في 3 سبتمبر 2018. أعقب المسلسل جزأين فرعيين: وقت المغامرة: الأراضي البعيدة (2020–21) ووقت المغامرة: فيونا وكيك (2023–).
يبلغ طول كل حلقة من حلقات وقت المغامرة حوالي إحدى عشرة دقيقة؛ غالبًا ما يتم بث أزواج من الحلقات من أجل ملء فترة زمنية مدتها نصف ساعة للبرنامج. للمواسم الخمسة الأولى، تم بث العرض في ليالي الاثنين. ومع ذلك، بدءًا من حلقة الموسم السادس المبكرة "بريزي"، بدأ العرض في تغيير موعده ويوم بثه. عند ظهوره لأول مرة، حقق وقت المغامرة نجاحًا كبيرًا في تصنيفات كرتون نتورك، حيث سجلت حلقاته الأعلى تقييمًا أكثر من 3 ملايين مشاهد. تلقى العرض استحسانًا عالميًا من النقاد وطوّر متابعة قوية بين المراهقين والبالغين، وكثير منهم ينجذبون بسبب الرسوم المتحركة والقصص والشخصيات الموجودة في المسلسل. فاز وقت المغامرة بثلاث جوائز آني، ثمانية جوائز إيمي برايم تايم، جائزتي الأكاديمية البريطانية للأطفال، جائزة محرري صوت الصور المتحركة، جائزة بيكسل، جائزة بيبودي. جائزة، و كيرانج! الجائزة. تم ترشيح المسلسل أيضًا لثلاث جوائز تلفزيون اختيار النقاد، وجائزتي مهرجان آنسي، وجائزة TCA، وجائزة مهرجان صندانس السينمائي، من بين أمور أخرى. محليًا، تم إصدار العديد من أقراص DVD المجمعة التي تحتوي على مجموعة متنوعة عشوائية من الحلقات؛ بالإضافة إلى ذلك، تم إصدار جميع المواسم في أمريكا الشمالية على أقراص DVD وتم إصدار المواسم من الأول إلى السادس على أقراص Blu-ray. تم إصدار جميع المواسم على Blu-ray في أستراليا فقط. تم أيضًا إصدار مجموعة صناديق في أمريكا الشمالية تحتوي على السلسلة بأكملها على قرص DVD في 30 أبريل 2019. أثناء تشغيله، كان وقت المغامرة عبارة عن إنتاج مشترك بين استوديوهات فريديراتور واستوديوهات كرتون نتورك.

## نظرة على السلسلة
| الموسم | الموسم           | الحلقات          | تاريخ البث الأصلي | تاريخ البث الأصلي | تاريخ البث الأصلي |
| الموسم | الموسم           | الحلقات          | بداية السلسلة     | نهاية السلسلة     | الشبكة            |
| ------ | ---------------- | ---------------- | ----------------- | ----------------- | ----------------- |
|        | الحلقة التجريبية | الحلقة التجريبية | يناير 11، 2007    | يناير 11، 2007    | نيكتونز           |
|        | 1                | 26               | أبريل 5، 2010     | سبتمبر 27، 2010   | كرتون نتورك       |
|        | 2                | 26               | أكتوبر 11، 2010   | مايو 9، 2011      | كرتون نتورك       |
|        | 3                | 26               | يوليو 11، 2011    | فبراير 13، 2012   | كرتون نتورك       |
|        | 4                | 26               | أبريل 2، 2012     | أكتوبر 22، 2012   | كرتون نتورك       |
|        | 5                | 52               | نوفمبر 12، 2012   | مارس 17، 2014     | كرتون نتورك       |
|        | 6                | 43               | أبريل 21، 2014    | يونيو 5، 2015     | كرتون نتورك       |
|        | 7                | 26               | نوفمبر 2، 2015    | مارس 19، 2016     | كرتون نتورك       |
|        | 8                | 27               | مارس 26، 2016     | فبراير 2، 2017    | كرتون نتورك       |
|        | 9                | 14               | أبريل 21، 2017    | يوليو 21، 2017    | كرتون نتورك       |
|        | 10               | 16               | سبتمبر 17، 2017   | سبتمبر 3، 2018    | كرتون نتورك       |
|        | الأراضي البعيدة  | 4                | يونيو 25، 2020    | غير معروف         | إتش بي أو ماكس    |

## الحلقات

### الحلقة التجريبية (2007)
| الرقم                                                                                    | العنوان        | تاريخ البث الأصلي |
| ---------------------------------------------------------------------------------------- | -------------- | ----------------- |
| 0                                                                                        | «وقت المغامرة» | 11 يناير 2007     |
| يجب على بن (الذي تمت إعادة تسميته لاحقًا إلى فين) وجايك إنقاذ أميرة العلكة من ملك الجليد. |                |                   |

### الموسم الأول (2010)
| الرقم في السلسلة | الرقم في الموسم | العنوان                  | تاريخ البث الأصلي |
| ---------------- | --------------- | ------------------------ | ----------------- |
| 1                | 1               | «الحفلة المخيفة»         | 05 نيسان 2010     |
| 2                | 2               | «مشاكل في الفضاء الوعر»  | 05 نيسان 2010     |
| 3                | 3               | «سجينات الحب»            | 12 نيسان 2010     |
| 4                | 4               | «تفاحة الجوهرة البلورية» | 12 نيسان 2010     |
| 5                | 5               | «دليل الأبطال»           | 19 نيسان 2010     |
| 6                | 6               | «الهزهاز»                | 19 نيسان 2010     |
| 7                | 7               | «القلب العاشق»           | 26 نيسان 2010     |
| 8                | 8               | «زمن الأعمال»            | 26 نيسان 2010     |
| 9                | 9               | «صديقاي المفضلان»        | 03 أيار 2010      |
| 10               | 10              | «مذكرات رجل الجبل»       | 03 أيار 2010      |
| 11               | 11              | «القوى الغريبة»          | 10 أيار 2010      |
| 12               | 12              | «مطرود»                  | 17 أيار 2010      |
| 13               | 13              | «مدينة اللصوص»           | 24 أيار 2010      |
| 14               | 14              | «حديقة القوى الغريبة»    | 7 حزيران 2010     |
| 15               | 15              | «ما هي الحياة؟»          | 14 حزيران 2010    |
| 16               | 16              | «محيط الخوف»             | 21 حزيران 2010    |
| 17               | 17              | «عندما تدق أجراس الزفاف» | 28 حزيران 2010    |
| 18               | 18              | «السجن»                  | 12 تموز 2010      |
| 19               | 19              | «الدوق»                  | 19 تموز 2010      |
| 20               | 20              | «مدينة غريبة»            | 26 تموز 2010      |
| 21               | 21              | «دوني»                   | 09 آب 2010        |
| 22               | 22              | «التابع»                 | 23 آب 2010        |
| 23               | 23              | «أحلام يقظة يوم ماطر»    | 06 أيلول 2010     |
| 24               | 24              | «ماذا فعلت؟»             | 13 أيلول 2010     |
| 25               | 25              | «بطله»                   | 20 أيلول 2010     |
| 26               | 26              | «طاحن الأحشاء»           | 27 أيلول 2010     |

### الموسم الثاني (2010–11)
| الرقم في السلسلة | الرقم في الموسم | العنوان                  | تاريخ البث الأصلي    |
| ---------------- | --------------- | ------------------------ | -------------------- |
| 27               | 1               | «لقد جاء من النايتوسفير» | 11 تشرين الأول 2010  |
| 28               | 2               | «العينان»                | 18 تشرين الأول 2010  |
| 29               | 3               | «الولاء للملك»           | 25 تشرين الأول 2010  |
| 30               | 4               | «الدم من تحت الجلد»      | 1 تشرين الثاني 2010  |
| 31               | 5               | «أخبرني قصة»             | 8 تشرين الثاني 2010  |
| 32               | 6               | «حب بطئ»                 | 15 تشرين الثاني 2010 |
| 33               | 7               | «حيوان الطاقة»           | 22 تشرين الثاني 2010 |
| 34               | 8               | «قوه الكريستال»          | 29 تشرين الثاني 2010 |
| 35               | 9               | «الفطائر الأخرى»         | 3 كانون الثانى 2011  |
| 36               | 10              | «قص شعر فتاة»            | 10 كانون الثانى 2011 |
| 37               | 11              | «غرفة الشفرات المجلدة»   | 17 كانون الثانى 2011 |
| 38               | 12              | «والداها»                | 24 كانون الثانى 2011 |
| 39               | 13              | «قرنات الفاصوليا»        | 31 كانون الثانى 2011 |
| 40               | 14              | «الملك الصامت»           | 7 شباط 2011          |
| 41               | 15              | «نظارة العبقري»          | 14 شباط 2011         |
| 42               | 16              | «اللعبة»                 | 21 شباط 2011         |
| 43               | 17              | «نبتة الأميرة»           | 28 شباط 2011         |
| 44               | 18              | «سوزان القوية»           | 7 آذار 2011          |
| 45               | 19              | «القطار الغامض»          | 14 آذار 2011         |
| 46               | 20              | «اذهب معي»               | 28 آذار 2011         |
| 47               | 21              | «معدة الوحش»             | 4 نيسان 2011         |
| 48               | 22              | «الحدود»                 | 11 نيسان 2011        |
| 49               | 23              | «المخرجان»               | 18 نيسان 2011        |
| 50               | 24              | «الحركة الحمقاء المميتة» | 2 أيار 2011          |
| 51               | 25              | «تصليح مميت غبى»         | 2 أيار 2011          |
| 52               | 26              | «الحرب الدامية»          | 9 أيار 2011          |

### الموسم الثالث (2011–12)
| الرقم في السلسلة | الرقم في الموسم | العنوان                       | تاريخ البث الأصلي |
| ---------------- | --------------- | ----------------------------- | ----------------- |
| 53               | 1               | «غزو اللطفاء»                 | 11 يوليو 2011     |
| 54               | 2               | «مقاتلة الأموات»              | 18 يوليو 2011     |
| 55               | 3               | «ذكرى الذكرى»                 | 25 يوليو 2011     |
| 56               | 4               | «الضارب المأجور»              | 01 أغسطس 2011     |
| 57               | 5               | «صغيرة جدا»                   | 08 أغسطس 2011     |
| 58               | 6               | «الوحش»                       | 15 أغسطس 2011     |
| 59               | 7               | «من دون حراك»                 | 22 أغسطس 2011     |
| 60               | 8               | «معركة السحرة»                | 29 أغسطس 2011     |
| 61               | 9               | «فيونا وكايك»                 | 05 سبتمبر 2011    |
| 62               | 10              | «الصداقة»                     | 26 سبتمبر 2011    |
| 63               | 11              | «سارق التفاح»                 | 03 أكتوبر 2011    |
| 64               | 12              | «الرعب»                       | 17 أكتوبر 2011    |
| 65               | 13              | «من السئ للأسوء»              | 24 أكتوبر 2011    |
| 66               | 14              | «بيوتوبيا»                    | 07 نوفمبر 2011    |
| 67               | 15              | «لا أحد يسمعك»                | 14 نوفمبر 2011    |
| 68               | 16              | «جايك ضد مي ماو»              | 21 نوفمبر 2011    |
| 69               | 17              | «شكرا»                        | 23 نوفمبر 2011    |
| 70               | 18              | «الناحية الأخرى»              | 28 نوفمبر 2011    |
| 71               | 19              | «الأشرطة السرية الجزء الأول»  | 05 ديسمبر 2011    |
| 72               | 20              | «الأشرطة السرية الجزء الثاني» | 05 ديسمبر 2014    |
| 73               | 21              | «خزانة مارسلين»               | 12 ديسمبر 2011    |
| 74               | 22              | «بيت الورقة»                  | 16 يناير 2012     |
| 75               | 23              | «طريقة أخرى»                  | 23 يناير 2012     |
| 76               | 24              | «الأميرة الشبح»               | 30 يناير 2012     |
| 77               | 25              | «سجن الوالد»                  | 06 فبراير 2012    |
| 78               | 26              | «الحريق»                      | 13 فبراير 2012    |

### الموسم الرابع (2012)
| الرقم في السلسلة | الرقم في الموسم | العنوان                   | تاريخ البث الأصلي |
| ---------------- | --------------- | ------------------------- | ----------------- |
| 79               | 1               | «لمسة حارة»               | 02 ابريل 2012     |
| 80               | 2               | «خمسة قصص قصيرة أخرى»     | 09 ابريل 2012     |
| 81               | 3               | «مسح غريب الاطوار»        | 16 ابريل 2012     |
| 82               | 4               | «حلم الحب»                | 23 ابريل          |
| 83               | 5               | «العودة إلى نايتوسفير»    | 30 ابريل 2012     |
| 84               | 6               | «وحش أبي الصغير»          | 30 ابريل 2012     |
| 85               | 7               | «على خطاك»                | 07 ابريل 2012     |
| 86               | 8               | «عناق الذئب»              | 14 ماي 2012       |
| 87               | 9               | «الزوجة الاميرة الوحش»    | 28 ماي 2012       |
| 88               | 10              | «غولياد»                  | 04 يونيو 2012     |
| 89               | 11              | «وراء هذا العالم الدنيوي» | 11 يونيو 2012     |
| 90               | 12              | «مسكتك»                   | 18 يونيو 2012     |
| 91               | 13              | «الأميرة كوكي»            | 25 يونيو 2012     |
| 92               | 14              | «اوراق اللعب الحربية»     | 16 يوليو 2012     |
| 93               | 15              | «أبناء المريخ»            | 23 يوليو 2012     |
| 94               | 16              | «حرق منخفض»               | 30 يوليو 2012     |
| 95               | 17              | «بيمو الأسود»             | 30 يوليو 2012     |
| 96               | 18              | «الملك الدودة»            | 13 اغسطس 2012     |
| 97               | 19              | «ليدي وبيبلز»             | 20 اغسطس 2012     |
| 98               | 20              | «جعلتني»                  | 27 اغسطس 2012     |
| 99               | 21              | «من سيفوز»                | 03 سبتمبر 2012    |
| 100              | 22              | «نقطة الإشتعال»           | 17 سبتمبر 2012    |
| 101              | 23              | «السهل الصعب»             | 01 أكتوبر 2012    |
| 102              | 24              | «عهد الغانترز»            | 08 أكتوبر 2012    |
| 103              | 25              | «انا اتذكرك»              | 08 أكتوبر 2012    |
| 104              | 26              | «الليتش»                  | 15 أكتوبر 2012    |

### الموسم الخامس (2012–14)
| الرقم في السلسلة | الرقم في الموسم | العنوان               | تاريخ البث العالمي |
| ---------------- | --------------- | --------------------- | ------------------ |
| 100              | 1               | «فين الإنسان»         | 12 نوفمبر 2012     |
| 106              | 2               | «جايك الكلب»          | 12 نوفمبر 2012     |
| 107              | 3               | «خمسة غرايبلز قصيرة»  | 19 نوفمبر 2012     |
| 108              | 4               | «اعلى شجرة»           | 26 نوفمبر 2012     |
| 109              | 5               | «كل الأقزام»          | 03 ديسمبر 2012     |
| 110              | 6               | «الأب جايك»           | 07 يناير 2013      |
| 111              | 7               | «ديفي»                | 14 يناير 2013      |
| 112              | 8               | «زنزانة الغموض»       | 21 يناير 2013      |
| 113              | 9               | «كل عيوبك»            | 28 يناير 2013      |
| 114              | 10              | «الفاشل الصغير»       | 04 فيبراير 2013    |
| 115              | 11              | «ولد صغير سيئ»        | 18 فيبراير 2013    |
| 116              | 12              | «قبو العظام»          | 25 فيبراير 2013    |
| 117              | 13              | «رجل الطيور العظيم»   | 04 مارس 2013       |
| 118              | 14              | «سيمون ومارسي»        | 25 مارس 2013       |
| 119              | 15              | «خلل هو خلل»          | 01 ابريل 2013      |
| 120              | 16              | «بوهوي»               | 08 ابريل 2013      |
| 121              | 17              | «بيمو الضائع»         | 15 ابريل 2013      |
| 122              | 18              | «الأميرة بوتلوك»      | 22 ابريل 2013      |
| 123              | 19              | «جيمس باكستر الحصان»  | 06 ماي 2013        |
| 124              | 20              | «شش!»                 | 13 ماي 2013        |
| 125              | 21              | «الخاطب»              | 20 ماي 2013        |
| 126              | 22              | «على الحزب»           | 27 ماي 2013        |
| 127              | 23              | «وظيفة اخيرة»         | 10 يونيو 2013      |
| 128              | 24              | «خمسة قصص قصيرة»      | 17 يونيو 2013      |
| 129              | 25              | «شوارع الحلوى»        | 24 يونيو 2013      |
| 130              | 26              | «ساحر واحد، مجنون»    | 01 يوليو 2013      |
| 131              | 27              | «بذلة جايك»           | 15 يوليو 2013      |
| 132              | 28              | «عملية التنكر»        | 22 يوليو 2013      |
| 133              | 29              | «ساحرة السماء»        | 29 يوليو 2013      |
| 134              | 30              | «الجليد والنار»       | 05 اغسطس 2013      |
| 134              | 31              | «قديمة جدا»           | 12 اغسطس 2013      |
| 135              | 32              | «الارض والمياه»       | 02 سبمتبر 2013     |
| 137              | 33              | «وقت الشطيرة»         | 09 سبمتبر 2013     |
| 138              | 34              | «المدفن»              | 16 سبمتبر 2013     |
| 139              | 35              | «العاب الحب»          | 23 سبمتبر 2013     |
| 140              | 36              | «قطار الزنزانة»       | 30 سبمتبر 2013     |
| 141              | 37              | «أمير الصندوق»        | 07 أكتوبر 2013     |
| 142              | 38              | «احمر يتضورون جوعا»   | 14 أكتوبر 2013     |
| 143              | 39              | «أصلحنا شاحنة»        | 21 أكتوبر 2013     |
| 144              | 40              | «تاريخ التشغيل»       | 04 نوفمبر 2013     |
| 145              | 41              | «الحفرة»              | 18 نوفمبر 2013     |
| 146              | 42              | «جيمس»                | 25 نوفمبر 2013     |
| 147              | 43              | «رجل شراب الجذور»     | 02 ديسمبر 2013     |
| 148              | 44              | «زفاف التفاحة»        | 13 ديسمبر 2013     |
| 149              | 45              | «السيف الملعون»       | 20 يناير 2014      |
| 150              | 46              | «راتولبوز»            | 27 يناير 2014      |
| 151              | 47              | «استعادة العرش»       | 10 فيبراير 2014    |
| 152              | 48              | «بيتي»                | 24 فيبراير 2014    |
| 153              | 49              | «التوقيت غير صحيح»    | 03 مارس 2014       |
| 154              | 50              | «ليمون هوب»           | 10 مارس 2014       |
| 155              | 51              | «ليمون هوب (الجزء 2)» | 10 مارس 2014       |
| 156              | 52              | «لائحة بيلي»          | 17 مارس 2014       |

### الموسم السادس (2014–15)
| الرقم في السلسلة | الرقم في الموسم | العنوان                           | تاريخ البث الأصلي |
| ---------------- | --------------- | --------------------------------- | ----------------- |
| 157              | 1               | «استيقظ (الجزء الأول)»            | 21 أبريل 2014     |
| 158              | 2               | «الهروب من القلعة (الجزء الثاني)» | 21 أبريل 2014     |
| 159              | 3               | «جيمس اثنان»                      | 28 أبريل 2014     |
| 160              | 4               | «البرج»                           | 5 مايو 2014       |
| 161              | 5               | «الوجه الحزين»                    | 12 مايو 2014      |
| 162              | 6               | «بريزي»                           | 5 يونيو 2014      |
| 163              | 7               | «سلسلة غذائية»                    | 12 يونيو 2014     |
| 164              | 8               | «الأثاث واللحم»                   | 19 يونيو 2014     |
| 165              | 9               | «الأمير الذي أراد كل شيء»         | 26 يونيو 2014     |
| 166              | 10              | «شيء كبير»                        | 3 يوليو 2014      |
| 167              | 11              | «أخي الصغير»                      | 10 يوليو 2014     |
| 168              | 12              | «ألة اوكارينا»                    | 17 يوليو 2014     |
| 169              | 13              | «شكرًا على أشجار التفاح، جوزيبي!»  | 24 يوليو 2014     |
| 170              | 14              | «يوم الأميرات»                    | 31 يوليو 2014     |
| 171              | 15              | «العدو»                           | 7 أغسطس 2014      |
| 172              | 16              | «تحقيقات جوشوا ومارغريت»          | 14 أغسطس 2014     |
| 173              | 17              | «الذبابة الشبح»                   | 28 أكتوبر 2014    |
| 174              | 18              | «كل شيء جايك»                     | 24 نوفمبر 2014    |
| 175              | 19              | «هل هذا أنت ؟»                    | 25 نوفمبر 2014    |
| 176              | 20              | «جايك الطوب»                      | 26 نوفمبر 2014    |
| 177              | 21              | «طبيب أسنان»                      | 28 نوفمبر 2014    |
| 178              | 22              | «المبرد»                          | 4 ديسمبر 2014     |
| 179              | 23              | «حرب البيجاما»                    | 8 يناير 2015      |
| 180              | 24              | «إيفرغرين»                        | 15 يناير 2015     |
| 181              | 25              | «البعد الرابع»                    | 22 يناير 2015     |
| 182              | 26              | «نجوم ذهبية»                      | 29 يناير 2015     |
| 183              | 27              | «الضيوف»                          | 5 فبراير 2015     |
| 184              | 28              | «الجبل»                           | 12 فبراير 2015    |
| 185              | 29              | «أرجواني داكن»                    | 19 فبراير 2015    |
| 186              | 30              | «المذكرة»                         | 26 فبراير 2015    |
| 187              | 31              | «الجوز والمطر»                    | 5 مارس 2015       |
| 189              | 32              | «أصدقاء إلى الأبد»                | 16 أبريل 2015     |
| 190              | 33              | «جرماين»                          | 23 أبريل 2015     |
| 190              | 34              | «البطاطا والمثلجات»               | 30 أبريل 2015     |
| 191              | 35              | «القصص +1000»                     | 7 مايو 2015       |
| 192              | 36              | «قد نسيت عوامتك»                  | 14 مايو 2015      |
| 193              | 37              | «الأصوات»                         | 21 مايو 2015      |
| 194              | 38              | «مقلب منتزه المياه»               | 1 يونيو 2015      |
| 195              | 39              | «كن لطيفا»                        | 2 يونيو 2015      |
| 196              | 40              | «أورغالورغ»                       | 3 يونيو 2015      |
| 197              | 41              | «على اللام الفضائي»               | 4 يونيو 2015      |
| 198              | 42              | «دمار مميت شامل (الجزء الأول)»    | 5 يونيو 2015      |
| 199              | 43              | «المذنب (الجزء الثاني)»           | 5 يونيو 2015      |

### الموسم السابع (2015–16)
| الرقم في السلسلة | الرقم في الموسم | العنوان                                                  | تاريخ البث الأصلي |
| ---------------- | --------------- | -------------------------------------------------------- | ----------------- |
| 200              | 1               | «بوني و نيدي»                                            | 2 نوفمبر 2015     |
| 201              | 2               | «الطفيليات»                                              | 3 نوفمبر 2015     |
| 202              | 3               | «صودا كريمة الكرز»                                       | 4 نوفمبر 2015     |
| 203              | 4               | «ماما قالت»                                              | 5 نوفمبر 2015     |
| 204              | 5               | «فوت بول»                                                | 6 نوفمبر 2015     |
| 205              | 6               | «أوتاد مارسيلين الجزء الأول: مارسيلين ملكة مصاصي الدماء» | 16 نوفمبر 2015    |
| 206              | 7               | «أوتاد مارسيلين الجزء الثاني: كل شيء يبقى»               | 16 نوفمبر 2015    |
| 207              | 8               | «أوتاد مارسيلين الجزء الثالث: بشأن مصاصي الدماء»         | 17 نوفمبر 2015    |
| 208              | 9               | «أوتاد مارسيلين الجزء الرابع: عينا الإمبراطورة»          | 17 نوفمبر 2015    |
| 209              | 10              | «أوتاد مارسيلين الجزء الخامس: هل يمكنني الدخول؟»         | 18 نوفمبر 2015    |
| 210              | 11              | «أوتاد مارسيلين الجزء السادس: استرجعاها»                 | 18 نوفمبر 2015    |
| 211              | 12              | «أوتاد مارسيلين الجزء السابع: كش ملك»                    | 19 نوفمبر 2015    |
| 212              | 13              | «أوتاد مارسيلين الجزء الثامن: غيمة الظلام»               | 19 نوفمبر 2015    |
| 213              | 14              | «كلما كنت مو أكثر، كلما عرفت مو اكثر»                    | 3 ديسمبر 2015     |
| 214              | 15              | «كلما كنت مو أكثر، كلما عرفت مو اكثر»                    | 3 ديسمبر 2015     |
| 215              | 16              | «أمطار صيفية»                                            | 7 يناير 2016      |
| 216              | 17              | «وجه الملاك»                                             | 11 يناير 2016     |
| 217              | 18              | «الرئيس بوربز مفقود!»                                    | 12 يناير 2016     |
| 218              | 19              | «الفتاة فارغة العينين»                                   | 13 يناير 2016     |
| 219              | 20              | «شعور سيئ»                                               | 14 يناير 2016     |
| 220              | 21              | «فدية الملك»                                             | 15 يناير 2016     |
| 221              | 22              | «الأشقياء»                                               | 21 يناير 2016     |
| 222              | 23              | «العبور»                                                 | 28 يناير 2016     |
| 223              | 24              | «قاعة الخروج»                                            | 5 مارس 2016       |
| 224              | 25              | «تعويذة المزمار»                                         | 12 مارس 2016      |
| 225              | 26              | «الخط الأصفر الرفيع»                                     | 19 مارس 2016      |

### الموسم الثامن (2016–17)
| الرقم في السلسلة | الرقم في الموسم | العنوان                                  | تاريخ البث الأصلي |
| ---------------- | --------------- | ---------------------------------------- | ----------------- |
| 226              | 1               | «كسر تاجه»                               | 26 مارس 2016      |
| 227              | 2               | «لا تنظر»                                | 2 أبريل 2016      |
| 228              | 3               | «ما وراء الكهف»                          | 9 أبريل 2016      |
| 229              | 4               | «سيدة رينكورن من البعد البلوري»          | 16 أبريل 2016     |
| 230              | 5               | «أنا سيف»                                | 23 أبريل 2016     |
| 231              | 6               | «"بن بن»                                 | 5 مايو 2016       |
| 232              | 7               | «الرجل العادي»                           | 12 مايو 2016      |
| 233              | 8               | «العناصر»                                | 19 مايو 2016      |
| 234              | 9               | «خمسة جداول قصيرة»                       | 26 مايو 2016      |
| 235              | 10              | «حفرة الموسيقى»                          | 23 يونيو 2016     |
| 236              | 11              | «حرب بطاقات الأب وابنته»                 | 7 يوليو 2016      |
| 237              | 12              | «ماقبل إعادة التشغيل (الجزء الأول)»      | 19 نوفمبر 2016    |
| 238              | 13              | «إعادة التشغيل (الجزء الثاني)»           | 19 نوفمبر 2016    |
| 239              | 14              | «السيفان»                                | 23 يناير 2017     |
| 240              | 15              | «من دون ضرر»                             | 23 يناير 2017     |
| 241              | 16              | «الزلاجات»                               | 24 يناير 2017     |
| 242              | 17              | «غرابة عالية»                            | 25 يناير 2017     |
| 243              | 18              | «الحصان والكرة»                          | 26 يناير 2017     |
| 244              | 19              | «قوة الحلوى الهلامية»                    | 27 يناير 2017     |
| 245              | 20              | «الجزر الجزء الأول: الدعوة»              | 30 يناير 2017     |
| 246              | 21              | «الجزر الجزء الثاني: ويبل التنين السعيد» | 30 يناير 2017     |
| 247              | 22              | «الجزر الجزء الثالث: الجزيرة الغامضة»    | 31 يناير 2017     |
| 248              | 23              | «الجزر الجزء الرابع: الموارد الخيالية»   | 31 يناير 2017     |
| 249              | 24              | «الجزر الجزء الخامس: الغميضة»            | 1 فبراير 2017     |
| 250              | 25              | «الجزر الجزء السادس: مينرفا ومارتي"»     | 1 فبراير 2017     |
| 251              | 26              | «الجزر الجزء السابع: المساعدون»          | 2 فبراير 2017     |
| 252              | 27              | «الجزر الجزء الثامن: السحابة المضيئة»    | 2 فبراير 2017     |

### الموسم التاسع (2017)
| الرقم في السلسلة | الرقم في الموسم | العنوان                                 | تاريخ البث الأصلي |
| ---------------- | --------------- | --------------------------------------- | ----------------- |
| 253              | 1               | «المدار»                                | 21 أبريل 2017     |
| 254              | 2               | «العناصر الجزء الأول: خطاطيف السماء»    | 24 أبريل 2017     |
| 255              | 3               | «العناصر الجزء الثاني: مصمم خصيصا لـ»   | 24 أبريل 2017     |
| 256              | 4               | «العناصر الجزء الثالث: نور الشتاء»      | 25 أبريل 2015     |
| 257              | 5               | «العناصر الجزء الرابع: غائم»            | 25 أبريل 2017     |
| 258              | 6               | «العناصر الجزء الخامس: مركز الطين»      | 26 أبريل 2017     |
| 259              | 7               | «العناصر الجزء السادس: المحارب السعيد»  | 26 أبريل 2017     |
| 260              | 8               | «العناصر الجزء السابع: قلب البطل»       | 27 أبريل 2017     |
| 261              | 9               | «العناصر الجزء الثامن: خطاطيف السماء 2» | 27 أبريل 2017     |
| 262              | 10              | «ملخص»                                  | 17 يوليو 2017     |
| 263              | 11              | «كاتشب»                                 | 18 يوليو 2017     |
| 264              | 12              | «فيونا وكيك وفيونا»                     | 19 يوليو 2017     |
| 265              | 13              | «همسات»                                 | 20 يوليو 2017     |
| 266              | 14              | «ثلاثة دلاء»                            | 21 يوليو 2017     |

### الموسم العاشر (2017–18)
| الرقم في السلسلة | الرقم في الموسم | العنوان             | تاريخ البث الأصلي |
| ---------------- | --------------- | ------------------- | ----------------- |
| 267              | 1               | «الصيد البري»       | 17 سبتمبر 2017    |
| 268              | 2               | «دائمًا يختتم بيمو»  | 17 سبتمبر 2017    |
| 269              | 3               | «ابن دب الراب»      | 17 سبتمبر 2017    |
| 270              | 4               | «بونيبل بابلغام»    | 17 سبتمبر 2017    |
| 271              | 5               | «سبعة عشر»          | 17 ديسمبر 2017    |
| 272              | 6               | «جرس النار»         | 17 ديسمبر 2017    |
| 273              | 7               | «مارسي وهانسون»     | 17 ديسمبر 2017    |
| 274              | 8               | «التحقيق الأول»     | 17 ديسمبر 2017    |
| 275              | 9               | «مجلة بلي»          | 18 مارس 2018      |
| 276              | 10              | «جايك النجم الصغير» | 18 مارس 2018      |
| 277              | 11              | «معبد المريخ»       | 18 مارس 2018      |
| 278              | 12              | «غومبالديا»         | 18 مارس 2018      |
| 280              | 13              | «تعال معي»          | 3 سبتمبر 2018     |
| 281              | 14              | «تعال معي»          | 3 سبتمبر 2018     |
| 282              | 15              | «تعال معي»          | 3 سبتمبر 2018     |
| 283              | 16              | «تعال معي»          | 3 سبتمبر 2018     |

## خاص

### "الماس والليمون" (2018)
في 17 نوفمبر 2017، أُعلن عن إنتاج حلقة إضافية بعنوان "الماس والليمون" بواسطة استوديو الألعاب موجانغ التابع لشركة مايكروسوفت.
الحلقة مبنية على لعبة الفيديو الرملية ماينكرافت.
وفقًا لآدم موتو، تم إنتاج "الماس والليمون" بشكل منفصل عن الموسم الأخير من العرض.
| الرقم في السلسلة | العنوان          | تاريخ البث الأصلي |
| --- | ---------------- | ----------------- |
| 279 | «الماس والليمون» | 20 يوليو 2018     |
| في لعبة ماين كرافت من نسخة أوو، يسلم فين دلوًا من الماء إلى جايك الذي يقوم بتنقيب عن الماس. وبعد ملئه لعربة منجم كاملة بالماس، يشرع جايك في رميها في الحمم البركانية، مما يزعج فين الذي يعتقد أنه يجب استخدامها لشيء أكثر فائدة. يأخذ فين ماسة إلى الأميرة بابل غم ومارسيلين، وتصنع الأولى ألعابًا نارية بها. في هذه الأثناء، يحاول ليمون غراب زراعة شجرة ليمون، لكنه غير كفء للغاية، لذا تعطيه بابل غم ومارسيلين وجبة عظام لجعلها تنمو بشكل أسرع. لاحقًا، يطلب فين فطيرة تفاح من تري ترانكس، لكنها لا تملك سوى فطيرة واحدة مصنوعة من اليقطين؛ قدمتها له. في طريقه إلى المنزل، يواجه إندرمان. تخيفه أميرة الفضاء الوعر ويحاول ملك الجليد "إزعاج" فين بسرقة فطيرة اليقطين، لكنه يتعرض لغضب إندرمان. في اليوم التالي، ينمو التفاح على شجرة ليمون غراب، مما يغضبه، لكنه يرضي تري ترانكس. يعرض فين الألعاب النارية على جايك، مما يؤدي إلى ثقب في سقف المنجم، لكنه يجعل جايك سعيدًا على أي حال. |                  |                   |

## الحلقات القصيرة

### "العصا" (2012)
تم إصدار هذا الفيلم القصير على قرص DVD للموسم الأول.
| الرقم في السلسلة                                                 | العنوان | تاريخ البث الأصلي |
| ---------------------------------------------------------------- | ------- | ----------------- |
| 1                                                                | «العصا» | 10 يوليو 2012     |
| يجب على فين وجيك أن يتعاونا مع ملك الجليد لإيقاف العصا المشاغبة. |         |                   |

### "قصص بجميع أنوعها" (2015)
تم إنتاج هذه الحلقات القصيرة - والتي أطلق عليها فريق إنتاج وقت المغامرة اسم "قصص بجميع أنوعها" - خلال الموسم السادس من العرض.
تم إصدارها على CartoonNetwork.com بين 6 يوليو و1 نوفمبر 2015. كان من المفترض في الأصل أن تكون "هل تحب زرع التفاح"، وهي الحلقة ماقبل الأخيرة، هي الحلقة الأخيرة التي تم تحميلها، ولكن تم إصدار حلقة أخرى في النهاية "خارج الترتيب قليلاً".
أعيد إصدار الحلقات القصيرة في النهاية على قرص DVD الموسم السابع.
| الرقم في السلسلة                                                          | العنوان                              | تاريخ البث الأصلي |
| ------------------------------------------------------------------------- | ------------------------------------ | ----------------- |
| 1                                                                         | «كل شيء على ما يرام مع تضخم الفئران» | 6 يوليو 2015      |
| يكتشف بيمو فأرًا مارقًا في دقيق بيت الشجرة ويحاول طرده.                     |                                      |                   |
| 2                                                                         | «هل رأيت فوضى الكعك؟»                | 3 أغسطس 2015      |
| يساعد جيك وفين الأميرة بابل جوم في محاولة إيقاف الطاعون المبني على الكعك. |                                      |                   |
| 3                                                                         | «هل تحب زرع التفاح»                  | 1 أكتوبر 2015     |
| ملك الجليد ومارسيلين جائعان لتناول وجبة خفيفة.                            |                                      |                   |
| 4                                                                         | «الهدية التي تحصد بالعطاء»           | 1 نوفمبر 2015     |
| يحاول الموت (بصوت ميغيل فيرير) عمل شريط مزيج لصديقته، لايف (هيندن والتش). |                                      |                   |

### "مواسم الضفادع" (2016)
تم الإعلان عن هذه الحلقة القصيرة باسم "حلقات قصيرة من وقت المغامرة" وتم إنتاجها خلال الموسم السابع من العرض.
تم بث أول أربعة حلقات على قناة كرتون نتورك بين 2 أبريل 2016 و23 أبريل 2016، وتم إصدار الحلقة الأخيرة حصريًا عبر الإنترنت.
تتميز كل من هذه الحلقات بفين وجايك يتبعان ضفدعًا يحمل تاجًا خلال موسم مختلف من العام.
تم إعادة إصدار الحلقات القصيرة في النهاية على قرص DVD الموسم السابع.
| الرقم في السلسلة | العنوان                            | تاريخ البث الأصلي |
| ---------------- | ---------------------------------- | ----------------- |
| 1                | «مواسم الضفادع، الربيع»            | 2 أبريل 2016      |
| 2                | «مواسم الضفادع، الصيف»             | 9 أبريل 2016      |
| 3                | «مواسم الضفادع، الخريف»            | 16 أبريل 2016     |
| 4                | «مواسم الضفادع، الشتاء»            | 23 أبريل 2016     |
| 5                | «مواسم الضفادع، الربيع (مرة أخرى)» | 2 سبتمبر 2016     |